# 績效管理與發展
績效管理與發展（Performance Management Development，PMD）為企業對員工一種績效評估考核制度，
有別於過去的考績制度，此制度除了於某一段特定的時間的績效之外，還要求員工的未來發展能力能夠符合公司發展目標，如果企業採用此制度，除了主管評估員工過去整年考績績效外，還會與其他部門主管一起探討員工的未來潛能，以作為獎勵、調整職務及升遷的依據，並且重視員工對組織的目標貢獻度以及未來發展潛力。
績效管理與發展的目的，是希望主管與部屬間藉由溝通討論，經常對於工作期望及表現進行以提供有助於未來發展的建議與回饋，有助於工作績效的提升，並使員工能獲得教學相長，使主管與部屬能與企業策略目標互相契合。績效管理不僅包括個別員工的績效評估，更應結合個別員工的績效與組織的績效，最終目的還是要提升組織整體的效能。 